# Kinnaur

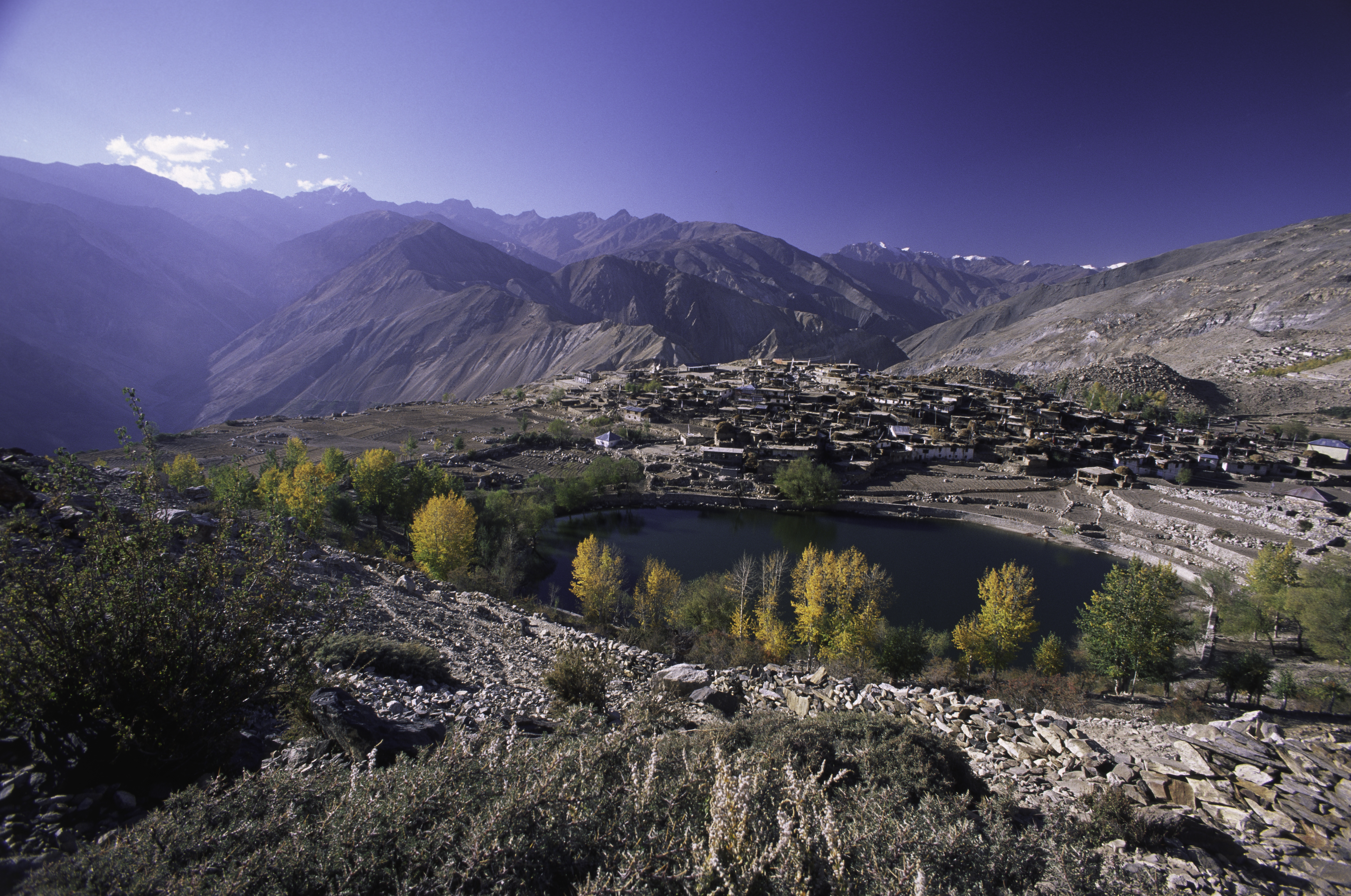
Den himalajiska Nakosjön i Kinnaur.

Kinnaur är ett distrikt i den indiska delstaten Himachal Pradesh. Området har en yta på 6 401 km², och folkmängden uppgick till 84 121 invånare vid folkräkningen 2011. Den administrativa huvudorten är byn Reckong Peo. Hinduism och tibetansk buddhism är de viktigaste religionerna i regionen.